# 옥동초등학교 (강원)
옥동초등학교는 대한민국 강원특별자치도 영월군에 있는 공립 초등학교이다.

## 학교 연혁
- 1925년 10월 1일 옥동공립보통학교 개교
- 1929년 3월 25일 제1회 졸업식
- 1981년 3월 1일 병설유치원 설립 인가
- 1988년 3월 1일 대야분교장 편입
- 1991년 3월 1일 모운분교장, 예밀분교장 편입
- 1993년 3월 1일 각동분교장, 대야분교장 통합
- 1995년 3월 1일 예밀분교장, 진별분교장 편입
- 1996년 3월 1일 옥동초등학교로 개칭
- 1997년 3월 1일 와석분교장, 주석분교장 편입
- 1998년 3월 1일 외룡초등학교 통합
- 2002년 3월 1일 모운분교장 통합
- 2008년 3월 1일 특수학급 신설
- 2012년 12월 3일 신축관사 및 다목적 체육관 준공

## 참고 자료
- 옥동초등학교 - 한국교육학술정보원 학교알리미